# Björn Nyberg (författare)
Björn Emil Oscar Nyberg, född 11 september 1929, död 16 november 2004, var en svensk fantasyförfattare och militär.
Nyberg var officer i flygvapnet, men även aktiv inom science fiction-fandom i Sverige som tidig medlem av klubben Futura. Han skrev tillägg till Conan-berättelserna som inleddes av Robert E. Howard. Det primära bidraget till serien var The Return of Conan (1957), som var den första romanen om karaktären efter Howards död, och reviderades för publicering av L. Sprague de Camp. Senare bodde han i Frankrike och var företagsledare.

### Conan-serien

#### Böcker
- The Return of Conan (1957) (med L. Sprague de Camp)
- Conan the Avenger (samling) (1968) (med Robert E. Howard och L. Sprague de Camp)
- Conan the Swordsman (samling) (1978) (med L. Sprague de Camp och Lin Carter)
- Sagas of Conan (samling) (2004) (med Lin Carter och L. Sprague de Camp)

#### Noveller
- "The People of the Summit" (1970) (reviderad 1978, med L. Sprague de Camp)
- "The Star of Khorala" (1978) (med L. Sprague de Camp)

### Andra skönlitterära verk

#### Noveller
- "Väktaren" (1958 - endast svenska)
- "Agenten" (1959)

### Facklitteratur
"Conan and Myself", i ERBania 6, januari 1959.